# Crocidura leucodon
Espèce
Statut de conservation UICN

 LC  : Préoccupation mineure
Crocidura leucodon est une espèce de petits mammifères classés dans les insectivores de la famille des Soricidés. L'espèce a de nombreux noms vernaculaires en français : Musaraigne bicolore, Crocidure bicolore, Musaraigne leucode, Crocidure leucode, Crocidure blanche ou encore Musaraigne des champs,.
C'est un animal allongé à la tête fine au museau pointu. Les dents sont blanches. Le pelage est roussâtre sur le dos, plus pâle sous le ventre. La queue présente de longs poils blanchâtres.

## Biologie
C'est une espèce principalement nocturne, active toute l'année, des endroits broussailleux et secs. Les jeunes musaraignes peuvent se déplacer à la queue leu leu. Régime alimentaire à base d'insectes, d'araignées, de gastéropodes, de vers ou de petits vertébrés. Elle consomme aussi quelques fruits.
Cette musaraigne est l'hôte naturel du virus BoDV-1 (aussi appelé virus de Borna ou bornavirus). Ce virus à ARN, neurotrope, est responsable d'une encéphalite mortelle chez l'homme (maladie de Borna, du nom d'une ville allemande). Le mode de transmission a l’homme n’est pas bien établi; il pourrait se faire par l’intermédiaire d’animaux domestiques dont les chats ou les chevaux .

## Répartition et habitat
Crocidura leucodon est présent en Europe et en Asie occidentale. Dans la région méditerranéenne, il s'étend du Nord-Ouest de la France, de la Suisse, de l'Italie et de la Slovénie, à travers la péninsule balkanique, et s'étend au Sud à travers la Turquie jusqu'à Israël. Il est absent de la péninsule ibérique et du Sud de la France. La seule île méditerranéenne sur laquelle on sait qu'elle est présente est Lesbos. Il a été enregistré du niveau de la mer à environ 2500 m.

Proche de la Musaraigne musette. Milieux secs et ensoleillés. Dans des hameaux et dans les habitations (en hiver).

## Espèces voisines
- Crocidura russula - Musaraigne musette
- Crocidura suaveolens - Musaraigne des jardinsCarte de répartition de l'espèce

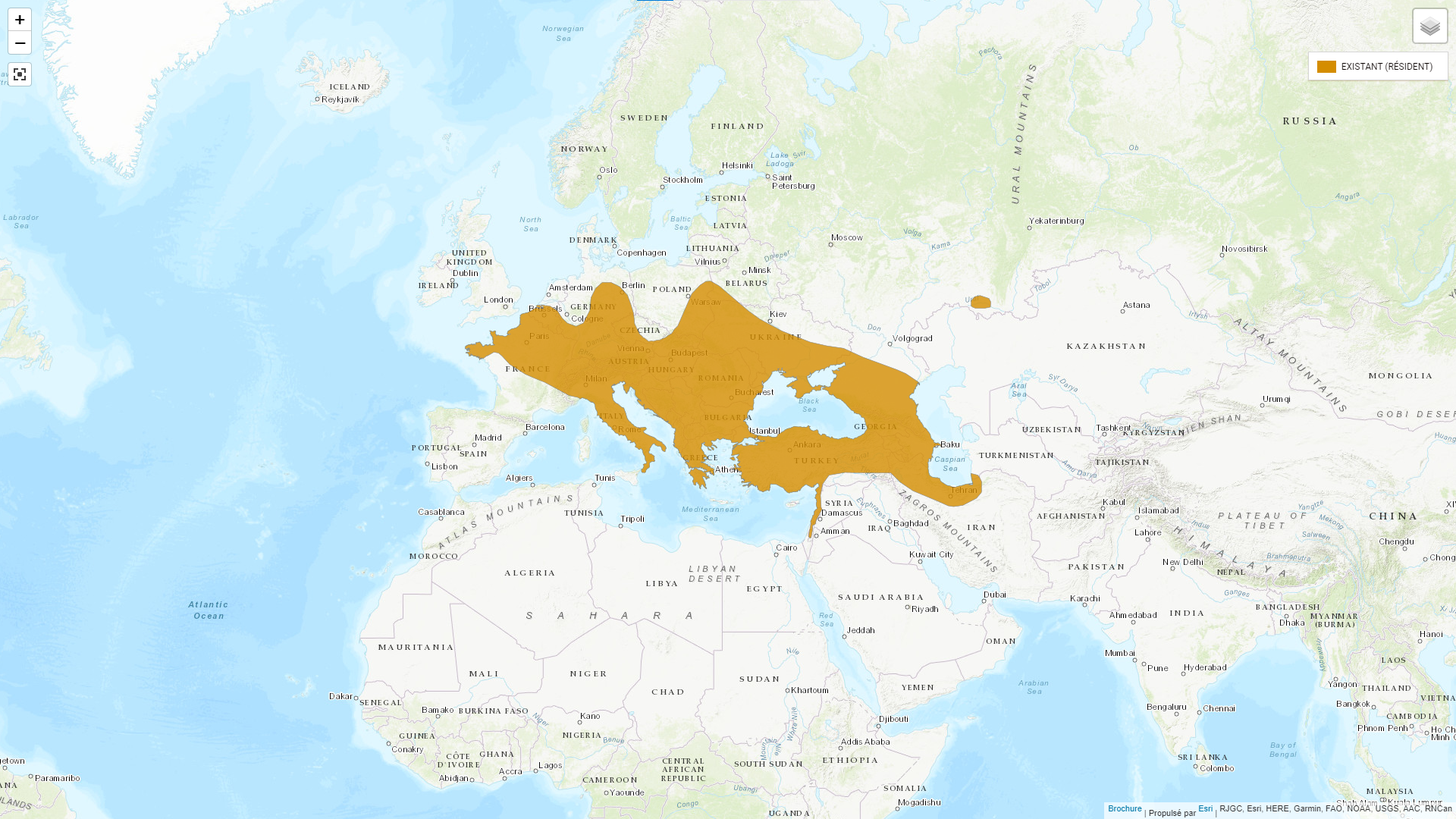
Carte de répartition de l'espèce

## Description
Taille moyenne. Se distingue généralement des autres espèces du genre Crocidura par son pelage bicolore.
Dos brun grisé foncé à gris anthracite. Ventre gris blanchâtre, nettement délimité du dos. Queue un peu plus courte que chez la Musette, bicolore avec quelques longs cils dispersés, dos gris foncé, ventre blanc. Les pavillons auditifs émergent nettement du pelage.
- Longueur tête-corps : 6,4 - 8,7 cm
- Longueur de la queue : 2,8 - 4,1 cm
- Poids : 6 - 13 g

## Comportement
Période de reproduction : mars - septembre.